# Скрипін Роман Андрійович
Рома́н Андрі́йович Скри́пін (нар. 27 травня 1973, Полтава, Українська РСР, СРСР) — український журналіст, медіаменеджер, телеведучий, ексголова Незалежної медіа-профспілки України. Один із засновників Громадського телебачення, де працював з 2013 по 2015 рік. Засновник і керівник проєкту skrypin.ua.

## Життєпис
Народився 27 травня 1973 року в Полтаві.
У 1997 році закінчив Інститут журналістики КНУ ім. Шевченка.
З 1990 року працював журналістом-стажером в газеті «Комсомолець Полтавщини».
З 1991 по 1992  рік був журналістом газети «Україна молода».
З 1992 по 1993 рік був позаштатним журналістом студії «Гарт» на Українському телебаченні.
З 1993 по 1995 рік був журналістом Центру творчого телебачення.
З 1995 по 1996 рік був співвласником, журналістом-продюсером в «Агенції продюсерів».
З 1996 по 1998 рік працював репортером, шеф-редактором новин, ведучим новин «Доброго ранку, Україно!» на УТН.
З вересня 1998 року був редактором ведучим програми «Вікна. Огляд преси» на СТБ.
З січня 1999 року був керівником та ведучим програм «Вікна. Опівночі», «Медіаклуб» на СТБ. Через цензуру покинув його у 2002 році. З того ж року — журналіст Громадського радіо.

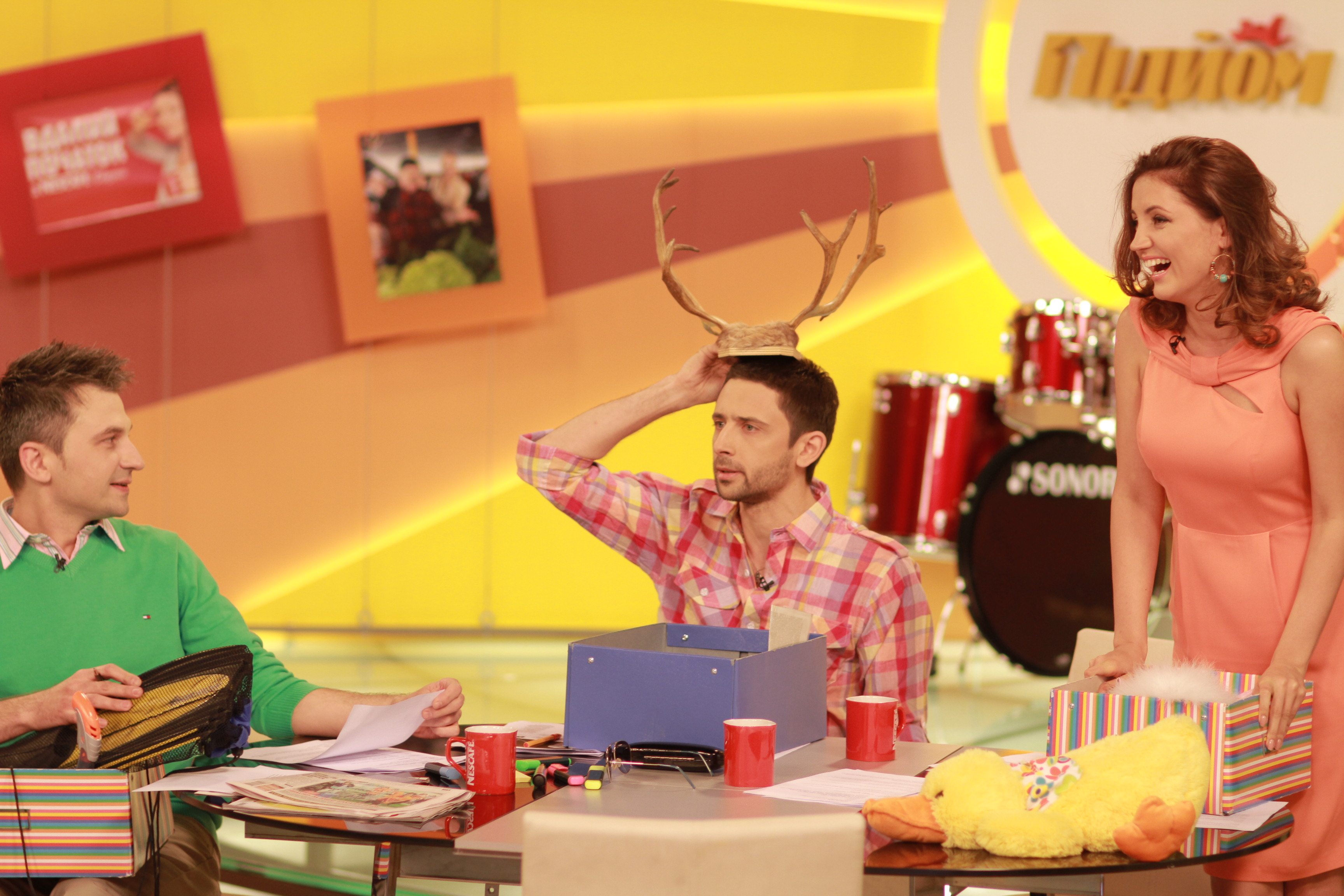
Скрипін у програмі «Підйом», 2011

Разом із журналістом Андрієм Шевченком виступив у Верховній Раді під час парламентських слухань про стан свободи слова в Україні і наголосив на неприпустимості цензури та звинуватив тодішнього президента Леоніда Кучму у створенні в країні умов, за яких журналіст не може працювати за фахом.
Є співавтором ідеї створення 5 каналу — «каналу чесних новин», першого інформаційного телеканалу України, де і працював від моменту його заснування з 1 вересня 2003 по червень 2006 року на посаді ведучого підсумкової програми «Час» та шеф-редактора каналу. Звільнився через відсутність розвитку каналу та порушення редакційної політики. Зокрема, призначення шеф-редактора новин відбулося без обговорення зі Скрипіним, який був шеф-редактором каналу.
З 14 серпня 2006 по 31 січня 2008 року працював медіа-директором в інформагенції РБК-Україна. Вів «Вечірню Свободу» на «Радіо Свобода».
У липні 2007 року, володіючи правом власності, відключив доменне ім'я 5tv.com.ua від сайту 5 каналу, що спричинило скандал. «Керівництво на пропозицію зареєструвати доменне ім'я відреагувало типовою фразою „нашо нам це потрібно?“ Тож довелося реєструвати на фізичну особу, якою був Скрипін. Сподіваюся, використання цієї адреси протягом доволі тривалого часу принесло 5-ому каналові користь», — пояснив Роман.
З 2007 по 2008 рік був одним з авторів профільного видання «Telecity».
З 23 лютого 2008 був головою Незалежної медіапрофспілки України, 27 червня 2010 переобраний на цю посаду.
З 19 січня 2009 року був автором та ведучим програми Правда Романа Скрипіна на телеканалі ТВі. 2 квітня 2009 року очолив інформаційну службу телеканалу ТВі, ставши заступником головного редактора Євгена Кисельова.
З 30 травня 2011 по січень 2012 року був  ведучим програми «Підйом» на Новому каналі.
15 вересня 2011 року пішов з посади голови Незалежної медіа-профспілки (НМПУ), пояснивши це «неспроможністю організації до самоутримання».
З 23 травня 2012 року був співвласником компанії «Skrypin Production», що виробляє відеорепортажі.
З травня 2016 року разом із Данилом Яневським, Богданом Процишиним та Наталкою Якимович вів авторські проєкти skrypin.ua та UMN. Проєкти працюють в інтернеті, локальній мережі Lanet та на деяких телеканалах.
26 лютого 2022 року переїхав зі своєю студією до Верховини в Івано-Франківській області, де придбав ділянку землі під будівництво медіакемпа для журналістів[джерело?].

## Телеведучий
З 12 квітня 2018 року щочетверга о 21:00 Скрипін вів на кримськотатарському телеканалі ATR передачу «Prime: Скрипін», спільний проєкт каналу, проєкту skrypin.ua та Ukrainian Media Network.

## Конфлікт з Громадським телебаченням
15 січня 2016 року Скрипін заявив про створення проєкту «Громадське.Київ» на кошти, зібрані з пожертв на PayPal та прибутки від каналу YouTube. Натомість Громадське телебачення заявило, що цей проєкт створено без їхньої згоди. Організація обрала новим керівником Наталю Гуменюк і повідомила про готовність залучити правоохоронні органи для розв'язання конфлікту.
Скрипін заявив, що не брав грошей «Громадського», а рахунок зареєстрував у Чехії через неможливість отримувати кошти на рахунок PayPal в Україні. За його словами, колеги знали про це і не були проти того, аби він використав свій рахунок через відсутність іншого. Рахунки PayPal, зареєстровані українськими користувачами, мали обмеження: вони могли лише надсилати платежі. Для отримання грошей часто використовуються рахунки, які українці реєстрували за кордоном.
19 січня 2016 року Роман Скрипін заявив, що отримані гроші буде повернуто, за винятком витрачених на проєкт. Доменне ім'я «Громадського» Скрипін планував продати. Передавати домен «Громадському» Скрипін відмовився, пояснивши це тим, що він є його єдиним власником.
Скрипін звинуватив «Громадське» у тому, що вивід конфлікту на загал шкодить бренду, й передав Гуменюк печатку, контроль над рахунками, ключі від сейфа та вибачився перед глядачами. Попри це, у квітні 2016 року проти Скрипіна було відкрито кримінальне провадження щодо цієї ситуації.
«Громадське», попри заяви Скрипіна повернути гроші, звинуватило його у привласненні €212 788 з PayPal, що використовувався для збору пожертв, та $38 324 прибутків з YouTube-каналу. Через це у травні 2016 року Печерське відділення поліції відкрило кримінальну справу проти Скрипіна.

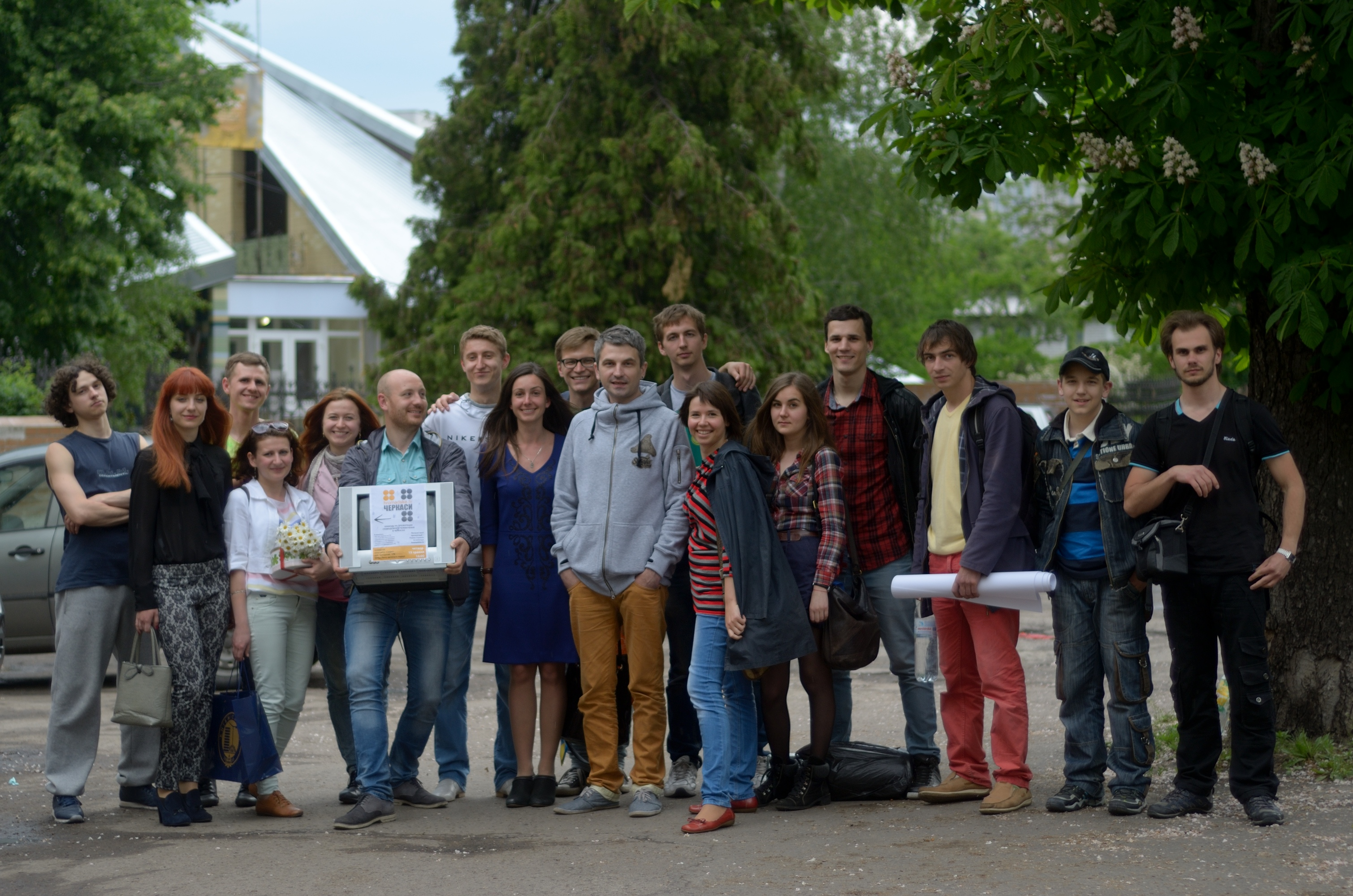
Скрипін із ведучими «Громадське», 2014

24 січня 2017 року суд планував продовжити розгляд справи. Скрипін звернувся до суду із позовом щодо несправедливого виключення його з членів громадської організації у лютому 2016 року разом з оператором каналу Сергієм Грішиним, вимагаючи поновити їхнє членство в організації. Домен hromadske.tv після розгляду в Світовій організації інтелектуальної власності було вирішено залишити у власності Скрипіна.

## Сім'я
- З 24 березня 2006 по 29 травня 2014 року був одружений з Кириченко Катериною Володимирівною (журналістка, політтехнолог, керівник Інституту антикризових стратегій). Від шлюбу Роман Скрипін має доньку Ганну[16].
- Ведуча Наталія Мосейчук доводиться йому кумою[17].